# 南原 (平塚市)
南原（みなみはら）は、神奈川県平塚市に存在する町名。現行行政地名は南原一丁目から南原四丁目。住居表示実施済み区域。

## 概要
南原は、平塚市の中心である、平塚駅北口から少し北西方向に移動した場所に位置し、市内の大野地区の一つの地名である。当町の西に金目川や渋田川（いずれも金目川水系）に接する。南原地区は一丁目から四丁目が存在するが、その内の四丁目は、下流付近から相模湾河口まで（この間は花水川）を下る金目川水系としての合流前の金目川（西側）と渋田川（東側）を挟んだ位置にある。四丁目以外の各丁はそれぞれ渋田川の東側（市街地方面）に位置する。南原地区の周辺は、北に中原下宿、東に御殿（ここまでは当町と同じ大野地区）、南東に達上ケ丘、南に上平塚、金目川水系を挟んだ西に徳延と、市内の他の町名・大字と接している。

### 地価
住宅地の地価は、2023年（令和5年）1月1日の公示地価によれば、南原1-2-25の地点で14万8000円/m2となっている。

## 歴史
- 1956年（昭和31年） - 大字南原を設置。
- 1973年（昭和48年）10月1日 - 大字南原から、南原一丁目～南原三丁目を住居表示実施。
- 1987年（昭和62年）8月1日 - 大字南原から、南原四丁目を住居表示実施。

（平塚市#地域も参照）

## 世帯数と人口
2023年（令和5年）9月1日現在（平塚市発表）の世帯数と人口は以下の通りである。
| 丁目       | 世帯数    | 人口    |
| ---------- | --------- | ------- |
| 南原一丁目 | 999世帯   | 2,233人 |
| 南原二丁目 | 500世帯   | 1,066人 |
| 南原三丁目 | 671世帯   | 1,544人 |
| 南原四丁目 | 70世帯    | 131人   |
| 計         | 2,240世帯 | 4,974人 |

### 人口の変遷
国勢調査による人口の推移。
| 年                 | 人口  |
| ------------------ | ----- |
| 1995年（平成7年）  | 4,629 |
| 2000年（平成12年） | 4,771 |
| 2005年（平成17年） | 5,335 |
| 2010年（平成22年） | 5,238 |
| 2015年（平成27年） | 5,059 |
| 2020年（令和2年）  | 4,920 |

### 世帯数の変遷
国勢調査による世帯数の推移。
| 年                 | 世帯数 |
| ------------------ | ------ |
| 1995年（平成7年）  | 1,811  |
| 2000年（平成12年） | 1,902  |
| 2005年（平成17年） | 2,035  |
| 2010年（平成22年） | 2,118  |
| 2015年（平成27年） | 2,080  |
| 2020年（令和2年）  | 2,131  |

## 学区
市立小・中学校に通う場合、学区は以下の通りとなる（2018年2月時点）。
| 丁目       | 番地 | 小学校             | 中学校             |
| ---------- | ---- | ------------------ | ------------------ |
| 南原一丁目 | 全域 | 平塚市立南原小学校 | 平塚市立中原中学校 |
| 南原二丁目 | 全域 | 平塚市立南原小学校 | 平塚市立中原中学校 |
| 南原三丁目 | 全域 | 平塚市立南原小学校 | 平塚市立中原中学校 |
| 南原四丁目 | 全域 | 平塚市立南原小学校 | 平塚市立中原中学校 |

## 事業所
2021年（令和3年）現在の経済センサス調査による事業所数と従業員数は以下の通りである。
| 丁目       | 事業所数  | 従業員数 |
| ---------- | --------- | -------- |
| 南原一丁目 | 54事業所  | 1,716人  |
| 南原二丁目 | 32事業所  | 238人    |
| 南原三丁目 | 18事業所  | 101人    |
| 南原四丁目 | 4事業所   | 46人     |
| 計         | 108事業所 | 2,101人  |

### 事業者数の変遷
経済センサスによる事業所数の推移。
| 年                 | 事業者数 |
| ------------------ | -------- |
| 2016年（平成28年） | 100      |
| 2021年（令和3年）  | 108      |

### 従業員数の変遷
経済センサスによる従業員数の推移。
| 年                 | 従業員数 |
| ------------------ | -------- |
| 2016年（平成28年） | 919      |
| 2021年（令和3年）  | 2,101    |

## 交通
- 道路
  - 神奈川県道62号平塚秦野線 - 南原地区の一丁目と四丁目を貫く。道路も四丁目内で合流前の金目川と渋田川を挟んだ場所を貫いている。

- バス路線
  - 神奈川中央交通（神奈中バス） - 南原地区内の以下の各停留所から、神奈中バスの平塚営業所と秦野営業所の各系統が県道62号などを経由しながら、鉄道路線で最寄りとしてJR東日本東海道線の平塚駅（北口）へ乗り入れている。この他各系統それぞれ、北は小田急小田原線秦野駅（秦野市）や、神奈川大学（湘南ひらつかキャンパス）、東海大学への通学アクセスなど、各地域へ運行している。また、市民病院前（平塚市民病院）からは平塚市シャトルバスの始発（大神行き）が存在するが、運行本数は神田ルート（復路）の平日午前1便のみである。
    - 南原停留所
    - 南原土手停留所
    - 市民病院前停留所

## 周辺の施設
- 平塚市民病院（一丁目）
- 平塚市役所南原公民館（二丁目）
- 善徳寺（三丁目）

### 教育
- 平塚市立南原小学校（一丁目）
- 平塚市役所南原保育園（一丁目）